# Afrânio Peixoto
Afrânio Peixoto, pseudonimo di Júlio Afrânio Peixoto (Lençóis, 17 dicembre 1876 – Rio de Janeiro, 12 gennaio 1947), è stato uno scrittore, storico e critico letterario brasiliano, oltre che medico e politico; ha occupato la cattedra 7 dell'Accademia Brasiliana di Lettere, alla quale è stato eletto il 7 maggio 1910, e la cattedra 2 dell'Accademia Brasiliana di Filologia, di cui è stato il fondatore.

## Biografia
Figlio di Francisco Afrânio Peixoto e Virgínia de Morais Peixoto, ha trascorso la sua infanzia all'interno di Bahia, nella città di Canavieiras (dove c'è una biblioteca e una strada a lui dedicata), vivendo situazioni e paesaggi che hanno influenzato molti dei suoi romanzi. Si laureò in Medicina, a Salvador, nel 1897. La sua tesi intitolata "Epilessia e criminalità", suscitò grande interesse negli ambienti scientifici del paese e all'estero.
Numerose furono le sue attività svolte in 70 anni di vita: si mise in evidenza come critico letterario, come studioso dei classici brasiliani, da Luís de Camões, Castro Alves ed Euclides da Cunha, dei quali scrisse pregevoli saggi.
I protagonisti dei suoi romanzi furono per lo più figure femminili, descritte accuratamente con uno stile simbolista e impreziosite da una profonda analisi psicologica; le sue opere possono essere catalogate tra quelle che sono ambientate in campagna, come ad esempio Maria Bonita (1914); Fruta do mato (1920); Bugrinha (1922); Sinhazinha (1929), oppure quelle che hanno come sfondo la città, ad esempio A esfinge (1911); As razões do coração (1925); Uma mulher como as outras (1928).
Ma sia le cittadine sia le campagnole si caratterizzarono per l'espressione del mistero e del senso dell'anima e della vita umana.
Questi personaggi, simili a Sfingi, guidano misteriosamente l'esistenza delle persone che le affiancano, nel segno di una sorte spesso dolorosa e sfortunata.
Tra le sue opere più riuscite si può menzionare A Esfinge, che narra l'incertezza della protagonista che è interessata sia all'amore sia a realizzare le sue ambizioni; sposerà dapprima un uomo ricco, per poi innamorarsi di un poveretto che per lei abbandonerà la sua carriera artistica.
Maria Bonita è un'altra opera eccellente, la cui protagonista è talmente bella e affascinante, da innescare attorno a sé ammirazione ma anche tragedie.

## Opere
- Rosa mística - dramma (1900);
- Lufada sinistra - novella (1900);
- A esfinge - romanzo (1911);
- Maria Bonita - romanzo (1914);
- Minha terra e minha gente - opera storica (1915);
- Poeira da estrada - critica (1918);
- Trovas brasileiras (1919);
- Parábolas (1920);
- José Bonifácio, o velho e o moço - biografia (1920);
- Fruta do mato - romanzo (1920);
- Castro Alves, o poeta e o poema (1922);
- Bugrinha - romanzo (1922);
- Ensinar e ensinar (1923);
- Dicionário dos Lusíadas - filologia (1924);
- Dinamene (1925);
- Arte poética - saggio (1925);
- As razões do coração - romanzo (1925);
- Camões e o Brasil - critica (1926);
- Uma mulher como as outras - romanzo (1928);
- Sinhazinha (1929);
- Miçangas (1931);
- Viagem Sentimental (1931);
- História da literatura brasileira (1931);
- Castro Alves - saggio bibliografico (1931);
- Panorama da literatura brasileira (1940);
- Pepitas - saggio (1942);
- Amor sagrado e amor profano (1942);
- Despedida (1942);
- Obras completas (1942);
- Indes (1944);
- É (1944):
- Breviário da Bahia (1945);
- Livro de horas (1947).